# 馬德亨萊克 (明尼蘇達州)
馬德亨萊克（英語：Mud Hen Lake）是位於美國明尼蘇達州聖路易斯縣的一個未組織地區。

## 地方資料
馬德亨萊克的面積為92.70平方千米，當中陸地面積為89.50平方千米，而水域面積為3.20平方千米。根據2000年美國人口普查的數據，當地共有人口320人，而人口密度為每平方千米3.45人。